# プシロプテルス
プシロプテルス（学名:Psilopterus）は、古第三紀漸新世から新第三紀中新世にかけてアルゼンチンに生息したフォルスラコス科の絶滅した属。他のフォルスラコス科鳥類と比較して細く小柄であり、特にP. bachmanniは背丈70 - 80センチメートルで体重5キログラムと、既知のフォルスラコス科で最小の種である。本属で最大の種も体重7キログラムに過ぎない。
重い体と極めて小さい翼を除けば、現在のアカノガンモドキに類似する。アカノガンモドキとプシロプテルスの鉤爪はどちらも鋭利で湾曲し、水平方向に圧縮されているという点で形態学的に酷似しており、これはプシロプテルスが獲物への攻撃に鉤爪を使っていたことを示唆している可能性がある。巨大なフォルスラコス科鳥類とは違ってプシロプテルスは鉤爪を使って木に登り、さらには飛翔することが可能だったと Tonni と Tambussi は提案したが、後に否定されている。

## 記載と分類
フォルスラコス科の最新の分類体系の改定では、プシロプテルスはプロカリアマやパレオプシロプテルスとともにプシロプテルス亜科に分類され、プシロプテルス属は4種を含む。

### P. bachmanni
Psilopterus bachmanni（Moreno & Mercerat, 1891）はフォルスラコス科で最小の種であり、P. affinusとのみ競合していた。本種（および本属）は足根中足骨のレクトタイプ標本 LMP-168 から定義されている。本種に割り当てられている他の骨は同一個体のものとみられる脚の骨を含み、この他にはほぼ完全な骨格 PUM-15.904 がある。化石は中新世中期にあたるアルゼンチンのサンタクルス州サンタクルス層の複数地点から発見されている。他の重要な特徴としては、全高の低い頭骨と上顎（上顎骨はメセンブリオルニス亜科のフォルスラコス科鳥類に類似している）、前眼窩窓の前縁部の極端な傾斜が挙げられる。なお、残りの骨格にも違いは存在する。
シノニムは以下の通り。
- Psilopterus bachmanni (Moreno & Mercerat, 1891)
- Patagornis bachmanni Moreno & Mercerat, 1891
- Psilopterus communis Moreno & Mercerat, 1891
- Psilopterus intermedius Moreno & Mercerat, 1891
- Phororhacos delicatus Amegino, 1891

ブロッドコーブはPsilopterus minutus Amerghino, 1981を別種としているが、不完全な足根中足骨ではP. bachmanniとの識別は不可能である。

### P. lemoinei

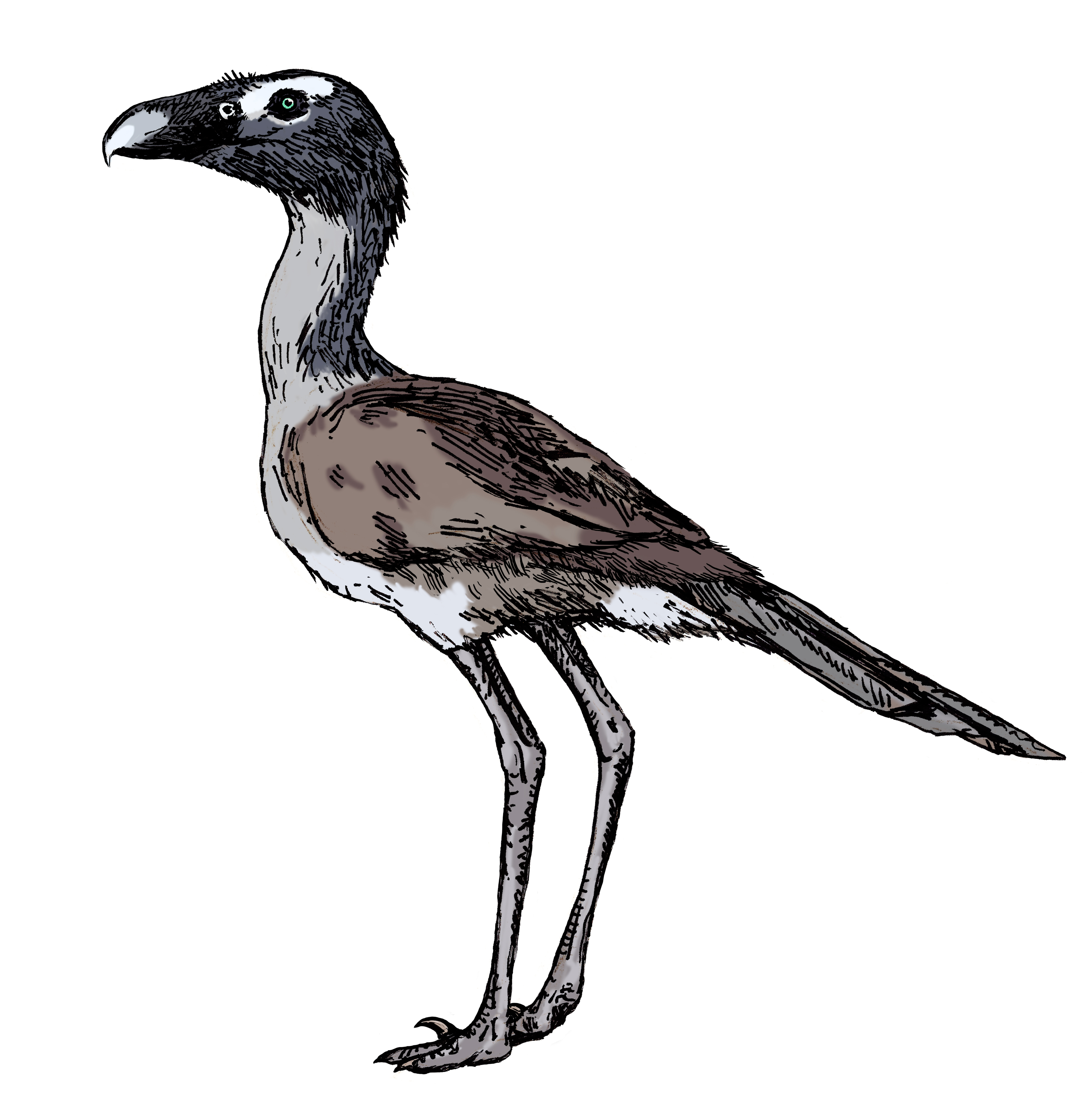
P. lemoineiの復元図

Psilopterus lemoinei（Moreno & Mercerat, 1891）はP. bachmanniと同時期に生息して非常に似た生態的地位を占めたと考えられているが、P. lemoineiの方が推定体重7キログラム近くと大型である。本種は脛足根骨の遠位端であるレクトタイプ標本 MLP-162 により定義されているが、様々な化石が本種に割り当てられている。化石は中新世中期にあたるアルゼンチンのサンタクルス州サンタクルス層およびモンテレオン層の数多くの地点から発見されている。頭骨の上部と上顎骨およびあまり傾斜していない前眼窩窓の前縁部が特徴である。残る骨格の差異については Sinclair と Farr が執筆した1932年の論文で言及されている。多様な標本の間で不一致が数多く散見されるが、これは年齢あるいは性に起因するものとされている。しかし、現在P. lemoineiとP. bachmanniに分類されている資料は、詳細に検討すると種レベルで再分類できる可能性がある。
シノニムは以下の通り。
- Patagornis lemoinei Moreno & Mercerat, 1891
- Psilopterus australis Moreno & Mercerat, 1891
- Pelecyornis tubulatus Ameghino, 1895 (P. australisのシノニム)
- Phororhacos modicus Ameghino, 1895
- Staphylornis gallardoi Mercerat, 1897 (P. australisのシノニムである可能性あり)
- Staphylornis erythacus Mercerat, 1897 (P. australisのシノニムである可能性あり)
- Pelecyornis tenuirostris Sinclair & Farr, 1932 (P. australisのシノニム)

### P. affinus
Psilopterus affinus（Ameghino, 1899）は、足根中足骨 MACN-A-52-184 のみから知られており、体格はP. bachmanniに近いことが判明している。古第三紀漸新世にあたるアルゼンチンパタゴニアのチュブ州で1899年に発見された断片化石のみが判断材料であるため、さらなる化石が発見されると4種の分類に役立つ可能性がある。体格が異なるもののP. affinusはもともとフォロラコス属に分類されており、足根中足骨の溝によりP. bachmanniと区別された。Bertelli らは未だ本種をフォロラコス属に分類している。ブロッドコーブは本種を1967年にアンドリューソルニス属に分類したが、今日ではこれは正しくないと考えられている。

### P. colzecus

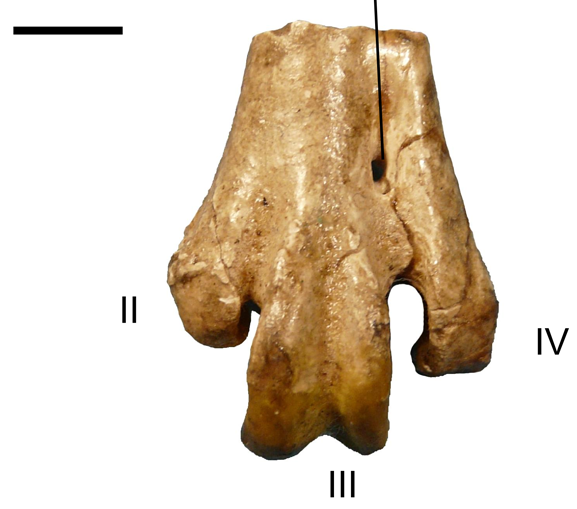
P. colzecusの足根中足骨

Psilopterus colzecus Tonni & Tambussi 1988 は最も新たに発見された種であり、P. lemoineiと体格は似ている。ホロタイプ標本 (MLP-76-VI-12-2) である顎・前肢の一部と足根中足骨を含む不完全な骨格のみが発見されており、大腿骨の正面に存在する溝により定義されている。中新世後期にあたるアルゼンチンのブエノスアイレス州 Arroyo Chasicó 層から化石が発見された。